# Félicité (pel·lícula de 1979)
Félicité és una pel·lícula francesa dramàtica escrita, dirigida i protagonitzada per Christine Pascal, estrenada el 1979.

## Argument
Després d'una escena de gelosia que la va enfrontar a Vincent, Félicité es troba sola. Durant una nit reviurà la seva jove història, el seu dolor, la seva relació amb els seus pares, mentre molt a prop d'allà, el seu germà Marc se suïcida.

## Repartiment
- Christine Pascal : Félicité
- Monique Chaumette : La mare
- Paul Crauchet : El pare
- Dominique Laffin : Dominique
- Chil Marx : Vincent
- Rémy Pascal : Marc, el germà
- Michel Raskine : L'home en negre i blanc
- Roland Amstutz : L'home d'Anvers
- Françoise Nonn : Anna
- Eric Nonn : El jove metge
- Jean Champion : El metge
- Judith Fourny : Félicité, nena
- Nicolas de Boiscuillé : Marc, nen
- Sylvie Feit : Una infermera
- Jocelyne Cita : Una infermera
- Claude Miller